# Francisco Obieta
Francisco Obieta (* 11. Dezember 1957 in Buenos Aires) ist ein argentinischer Kontrabassist und Komponist.

## Leben
Francisco Obieta wurde 1957 als Sohn einer italienischen Mutter und eines baskischen Vaters in Buenos Aires geboren. Als Kind lernte er das Leben auf den großen argentinischen Haziendas kennen, deswegen studierte er zunächst Agraringenieur. Später entschied er sich jedoch, Musiker zu werden und begann ein Studium in Kontrabass, Direktion und Komposition in Buenos Aires. 1984 bekam er ein Stipendium der Yehudi Menuhin Stiftung und setzte seine Studien in der Schweiz fort.
Von 1988 bis 2009 war er Solobassist/Stelv. Solobassist beim Sinfonieorchesters St. Gallen, seit 1991 ist er Professor für Kontrabass, Kammermusik und Komposition am Vorarlberger Landeskonservatorium in Feldkirch.

## Musikalisches Wirken
Neben seiner Tätigkeit als Lehrer und Solist leitet Francisco Obieta die Gruppen „Sur“, „Octango“, „Urban Tango Experience“ und Barrio de Tango, mit welcher er ausschließlich eigene Arrangements spielt. Er tritt auch auf mit „Maldito Tango“, ein Quintett mit Schweizer Musikern. Unter dem Namen Klangschaften tritt er auch als Solist (Kontrabass und/oder Violoncello)  mit elektronischen Effekten auf.
Seit 2009 ist er auch Dirigent der Universitätsorchester St. Gallen, mit welche bemerkenswerte Konzerte in der Schweiz und viele andere Länder Europas zu hören war.

## Kompositionen (Auswahl)
- After Babel für Oboe, Klarinette, Violine, Viola und Kontrabass, Uraufführung (UA) (1994) Theater St. Gallen
- 7 minimal Lieder über Gedichte von Chr. Morgenstern, UA (1997) Theater St. Gallen
- Sueños de Tango (Ballett) für Orchester, UA (2001) Anhaltisches Theater, Dessau
- 1. Kontrabasskonzert für Kontrabass und Orchester, UA (2002) Laurenzenkirche St. Gallen
- Die Schwarze Spinne Musik für Solokontrabass mit elektronischen Effekten zu dem Theaterstück nach Gotthelfs „Die schwarze Spinne“. UA (2005) Theater St. Gallen im Stadthaus St. Gallen
- Destino Tango Oper, UA (März 2008) Theater St. Gallen
- 2. Kontrabasskonzert für Kontrabass und Orchester, UA (2008) Tonhalle Zürich
- Kremser Requiem über Texte von Ivo Ledergerber, UA (März 2010) DomMusik St. Gallen, Hans Eberhard, Leitung Dom St. Gallen
- Missa Urbana, (2012) HSG St. Gallen
- Verbrennt das Feuer Ein Jan Hus Oratorium, (2015) Chor und Orchester des Landeskonservatoriums Feldkirch Münster Konstanz
- Steiner Requiem über Texte von Ivo Ledergerber, UA, (2016) DomMusik St. Gallen, Hans Eberhard, Leitung Dom St. Gallen